# Гунда (острів)
Гунда (англ. Hunda) — незаселений острів у складі Оркнейських островів у Шотландії. Має площу 100 га та найвищу точку 42 м над рівнем моря.

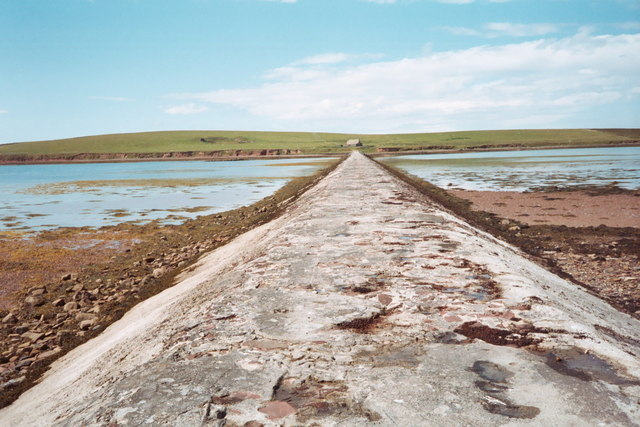
Доріжка до Гунди, як видно з боку Буррея

Острів розташований у затоці Скапа-Флоу і з'єднаний із сусіднім островом Буррей доріжкою, побудованою в 1941 році, щоб зупинити прохід невеликих надводних кораблів як частину бонового загородження⁣, а звідти на Мейнленд через бар'єри Черчилля.
Назва походить від давньоскандинавської мови, «Гунда» з якої перекладається як «собачий острів». Вікінги зробили Оркнейські острови штабом своїх експедицій проти Шотландії та Норвегії, острови перебували під владою норвезьких графів до 1231 року Острів багатий на пташине життя і містить закинутий кар'єр. Невеликий прохід у північних скелях відомий як «Безсонячне гео».
На початок ХХІ століття цей острів використовується для випасу овець і кіз на вовну.